# Aliceville
Aliceville és una ciutat del Comtat de Pickens a l'estat d'Alabama (Estats Units d'Amèrica).

## Demografia
Segons el cens del 2007, Aliceville tenia 2.422 habitants. Segons el cens del 2000 tenia 2.567 habitants, 978 habitatges, i 646 famílies. La densitat de població era de 220,2 habitants/km².
Dels 978 habitatges en un 32% hi vivien nens de menys de 18 anys, en un 34,2% hi vivien parelles casades, en un 28,2% dones solteres, i en un 33,9% no eren unitats familiars. En el 32,5% dels habitatges hi vivien persones soles el 18,6% de les quals corresponia a persones de 65 anys o més que vivien soles. El nombre mitjà de persones vivint en cada habitatge era de 2,51 i el nombre mitjà de persones que vivien en cada família era de 3,2.
Per edats la població es repartia de la següent manera: un 30,2% tenia menys de 18 anys, un 8,7% entre 18 i 24, un 21,4% entre 25 i 44, un 20,1% de 45 a 60 i un 19,6% 65 anys o més.
L'edat mediana era de 35 anys. Per cada 100 dones hi havia 75,2 homes. Per cada 100 dones de 18 o més anys hi havia 64,9 homes.
La renda mediana per habitatge era de 17.092 $ i la renda mediana per família de 23.233 $. Els homes tenien una renda mediana de 25.114 $ mentre que les dones 15.952 $. La renda per capita de la població era d'11.028 $. Aproximadament el 38,7% de les famílies i el 44,7% de la població estaven per davall del llindar de pobresa.

## Poblacions properes
El següent diagrama mostra les poblacions més properes.